# 이스트할렘

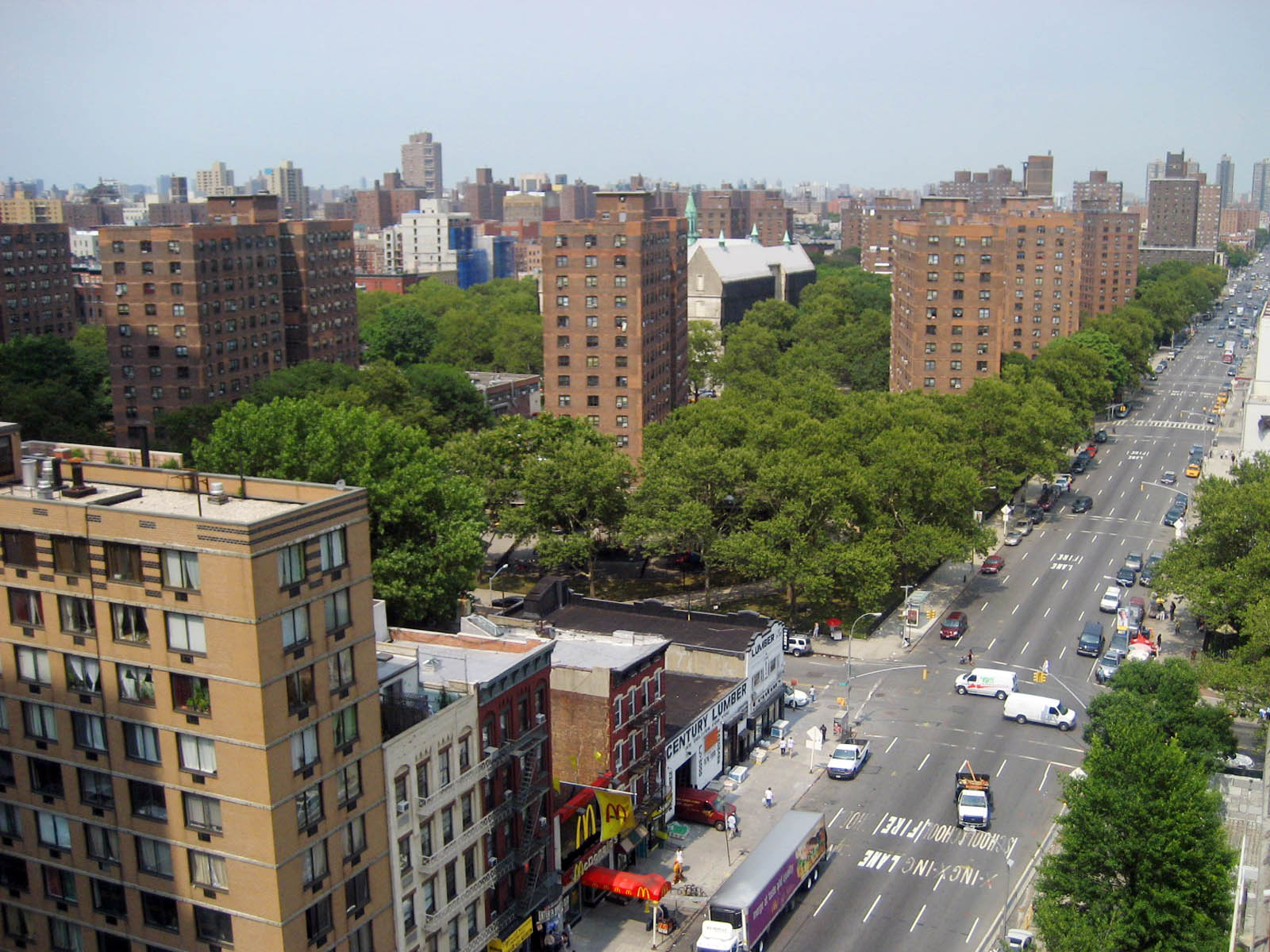
이스트할렘

이스트할렘(East Harlem)은 미국 뉴욕의 할렘 지구에 속하는 한 지역의 명칭이다. 뉴욕 최대의 라티노 커뮤니티의 하나가 되고있다. 맨해튼 북동부에 위치하고 있으며 구체적으로는 남북 동쪽 96 번가에서 동쪽 125 번지 동서를 메트로 노스 철도의 육교에서 이스트 강까지의 지역을 말한다.